# Lijst van vlinders van Kaapverdië
Deze Lijst van vlinders van Kaapverdië toont alle op de Kaapverdische eilanden Brava, Fogo, Santiago, Maio, Boa Vista, Sal, São Nicolau, Santa Luzia, Razo, São Vicente en Santo Antão voorkomende dag- en nachtvlinders.
Er zijn 28 soorten dagvlinders en 259 soorten nachtvlinders vastgesteld in Kaapverdië.

## Dagvlinders

### Hesperiidae
| soort                             | Brava | Fogo | Santiago | Maio | Boa Vista | Sal | São Nicolau | Santa Luzia | Razo | São Vicente | Santo Antão |
| --------------------------------- | ----- | ---- | -------- | ---- | --------- | --- | ----------- | ----------- | ---- | ----------- | ----------- |
| Coeliades forestan (Stoll, 1782)  |       | x    | x        |      |           | x   | x           |             | x    | x           | x           |
| Borbo borbonica (Boisduval, 1833) | x     | x    | x        | x    |           |     | x           |             |      | x           | x           |

### Papilionidae
| soort                         | Brava | Fogo | Santiago | Maio | Boa Vista | Sal | São Nicolau | Santa Luzia | Razo | São Vicente | Santo Antão |
| ----------------------------- | ----- | ---- | -------- | ---- | --------- | --- | ----------- | ----------- | ---- | ----------- | ----------- |
| Papilio demodocus Esper, 1798 | x     | x    | x        | x    | x         |     | x           | x           |      | x           | x           |

### Pieridae
| soort                                 | Brava | Fogo | Santiago | Maio | Boa Vista | Sal | São Nicolau | Santa Luzia | Razo | São Vicente | Santo Antão |
| ------------------------------------- | ----- | ---- | -------- | ---- | --------- | --- | ----------- | ----------- | ---- | ----------- | ----------- |
| Belenois creona (Cramer, 1776)        |       |      |          |      |           |     |             |             |      | x           |             |
| Catopsilia florella (Fabricius, 1775) | x     | x    | x        | x    | x         | x   | x           | x           |      | x           | x           |
| Colias croceus (Geoffroy, 1785)       |       |      | x        | x    | x         | x   | x           | x           | x    | x           | x           |
| Colotis calais (Cramer, 1775)         |       |      |          |      |           |     |             |             |      | x           |             |
| Terias hecabe (Linnaeus, 1758)        | x     | x    | x        | x    | x         | x   | x           |             |      |             | x           |
| Terias brigitta (Stoll, 1780)         |       | x    |          |      |           |     |             |             |      |             |             |
| Pontia daplidice (Linnaeus, 1758)     | x     | x    | x        |      |           | x   | x           |             |      | x           | x           |
| Pontia glauconome Klug, 1829          | x     | x    | x?       | x    | x         | x   |             |             |      |             | x?          |

### Lycaenidae
| soort                                             | Brava | Fogo | Santiago | Maio | Boa Vista | Sal | São Nicolau | Santa Luzia | Razo | São Vicente | Santo Antão |
| ------------------------------------------------- | ----- | ---- | -------- | ---- | --------- | --- | ----------- | ----------- | ---- | ----------- | ----------- |
| Euchrysops osiris (Hopffer, 1855)                 | x     | x    | x        | x    | x         |     | x           |             |      | x           | x           |
| Azanus jesous (Guérin-Méneville, 1849)            |       | x    | x        | x    |           |     |             |             |      |             |             |
| Azanus moriqua (Wallengren, 1857)                 | x     | x    | x        | x    | x         | x   | x           | x           |      | x           | x           |
| Azanus ubaldus (Stoll, 1782)                      |       |      |          | x    |           |     |             |             |      |             |             |
| Chilades evorae Libert, Baliteau & Baliteau, 2011 |       |      |          |      |           |     |             | x           | x    | x           | x           |
| Lampides boeticus (Linnaeus, 1767)                | x     | x    | x        | x    | x         | x   | x           |             | x    | x           | x           |
| Leptotes pirithous (Linnaeus, 1767)               | x     | x    | x        | x    | x         | x   | x           | x           | x    | x           | x           |
| Zizeeria knysna (Trimen, 1862)                    | x     | x    | x        | x    | x         | x   | x           |             |      | x           | x           |

### Nymphalidae
| soort                                | Brava | Fogo | Santiago | Maio | Boa Vista | Sal | São Nicolau | Santa Luzia | Razo | São Vicente | Santo Antão |
| ------------------------------------ | ----- | ---- | -------- | ---- | --------- | --- | ----------- | ----------- | ---- | ----------- | ----------- |
| Danaus chrysippus (Linnaeus, 1758)   | x     | x    | x        | x    | x         | x   | x           | x           | x    | x           | x           |
| Danaus plexippus (Linnaeus, 1758)    |       |      |          |      |           |     |             |             |      | x           |             |
| Hypolimnas misippus (Linnaeus, 1764) | x     | x    | x        | x    | x         | x   | x           |             |      | x           | x           |
| Vanessa cardui (Linnaeus, 1758)      | x     | x    | x        | x    | x         | x   | x           | x           | x    | x           | x           |
| Vanessa atalanta (Linnaeus, 1758)    | x     |      |          |      |           |     |             |             |      | x           | x           |
| Vanessa vulcania (Godart, 1819)      |       |      |          |      | x         | ?   |             |             |      |             |             |
| Junonia oenone (Linnaeus, 1758)      |       |      | x        |      |           |     | x           |             |      |             |             |
| Byblia ilithyia (Drury, 1773)        | x     | x    | x        | x    | x         | x   | x           | x           |      | x           | x           |
| Melanitis leda (Linnaeus, 1758)      | x     |      | x        |      |           |     | x           |             |      |             | x           |

## Nachtvlinders

### Bedelliidae
| soort                                 | Brava | Fogo | Santiago | Maio | Boa Vista | Sal | São Nicolau | Santa Luzia | Razo | São Vicente | Santo Antão | Eiland onbekend |
| ------------------------------------- | ----- | ---- | -------- | ---- | --------- | --- | ----------- | ----------- | ---- | ----------- | ----------- | --------------- |
| Bedellia somnulentella (Zeller, 1847) |       |      |          |      |           |     |             |             |      |             |             | x               |

### Choreutidae
| soort                        | Brava | Fogo | Santiago | Maio | Boa Vista | Sal | São Nicolau | Santa Luzia | Razo | São Vicente | Santo Antão | Eiland onbekend |
| ---------------------------- | ----- | ---- | -------- | ---- | --------- | --- | ----------- | ----------- | ---- | ----------- | ----------- | --------------- |
| Tebenna micalis (Mann, 1857) |       |      |          |      |           |     |             |             |      |             | x           |                 |

### Coleophoridae
| soort                                             | Brava | Fogo | Santiago | Maio | Boa Vista | Sal | São Nicolau | Santa Luzia | Razo | São Vicente | Santo Antão | Eiland onbekend |
| ------------------------------------------------- | ----- | ---- | -------- | ---- | --------- | --- | ----------- | ----------- | ---- | ----------- | ----------- | --------------- |
| Coleophora creola Baldizzone & van der Wolf, 2015 |       |      |          |      |           |     | x           |             |      |             |             |                 |

### Cosmopterigidae
| soort                                    | Brava | Fogo | Santiago | Maio | Boa Vista | Sal | São Nicolau | Santa Luzia | Razo | São Vicente | Santo Antão | Eiland onbekend |
| ---------------------------------------- | ----- | ---- | -------- | ---- | --------- | --- | ----------- | ----------- | ---- | ----------- | ----------- | --------------- |
| Anatrachyntis simplex (Walsingham, 1891) |       |      |          |      |           |     |             |             |      |             |             | x               |
| Cosmopterix attenuatella (Walker, 1864)  |       |      |          |      |           |     | x           |             |      |             |             |                 |

### Crambidae
| soort                                              | Brava | Fogo | Santiago | Maio | Boa Vista | Sal | São Nicolau | Santa Luzia | Razo | São Vicente | Santo Antão | Eiland onbekend |
| -------------------------------------------------- | ----- | ---- | -------- | ---- | --------- | --- | ----------- | ----------- | ---- | ----------- | ----------- | --------------- |
| Achyra coelatalis (Walker, 1859)                   | x     |      |          |      |           | x   |             |             |      |             |             |                 |
| Achyra nudalis (Hübner, 1796)                      |       |      | x        |      | x         | x   |             |             |      | x           |             |                 |
| Cataonia mauritanica Amsel, 1953                   |       |      |          |      |           |     |             |             |      | x           |             |                 |
| Condylorrhiza zyphalis (Viette, 1958)              |       |      |          |      |           |     |             |             |      |             | x           |                 |
| Cornifrons ulceratalis Lederer, 1858               |       |      |          |      |           |     | x           |             |      |             | x           |                 |
| Cynaeda dentalis (Denis & Schiffermüller, 1775)    |       |      |          |      |           |     |             |             |      |             | x           |                 |
| Diaphania indica (Saunders, 1851)                  | x     |      |          |      | x         |     |             |             |      | x           | x           |                 |
| Duponchelia fovealis Zeller, 1847                  | x     |      |          |      | x         |     | x           |             |      |             | x           |                 |
| Euchromius cambridgei (Zeller, 1867)               |       |      |          |      | x         |     |             |             |      |             |             |                 |
| Euclasta insularis Viette, 1958                    |       |      |          |      |           |     |             |             |      |             | x           |                 |
| Eudonia fogoalis Derra, 2008                       |       | x    |          |      |           |     |             |             |      |             |             |                 |
| Eudonia lindbergalis Viette, 1958                  |       |      |          |      |           |     |             |             |      |             | x           |                 |
| Hellula undalis (Fabricius, 1781)                  |       |      | x        |      |           | x   | x           |             |      |             | x           |                 |
| Herpetogramma licarsisalis (Walker, 1859)          | x     |      |          |      |           |     |             |             |      | x           |             |                 |
| Hydriris ornatalis (Duponchel, 1832)               |       |      |          | x    |           |     | x           |             |      |             | x           |                 |
| Marasmia poeyalis (Boisduval, 1833)                |       |      |          |      |           |     |             |             |      |             | x           |                 |
| Maruca vitrata (Fabricius, 1787)                   |       |      | x        |      |           |     |             |             |      |             | x           |                 |
| Nomophila noctuella (Denis & Schiffermüller, 1775) | x     |      |          |      | x         |     |             |             |      |             |             |                 |
| Notarcha quaternalis (Zeller, 1852)                |       |      |          |      |           |     | x           |             |      |             |             |                 |
| Omiodes indicata (Fabricius, 1775)                 | x     |      | x        |      |           |     | x           |             |      | x           | x           |                 |
| Orphanostigma abruptalis (Walker, 1859)            |       |      |          |      |           |     |             |             |      | x           | x           |                 |
| Palpita vitrealis (Rossi, 1794)                    |       |      |          |      |           |     |             |             |      |             | x           |                 |
| Pediasia strenua Bassi, 1992                       |       |      | x        |      |           |     |             |             |      |             |             |                 |
| Pyrausta phoenicealis (Hübner, 1818)               |       |      |          |      |           |     |             |             |      |             | x           |                 |
| Spoladea recurvalis (Fabricius, 1775)              |       |      | x        |      | x         | x   | x           |             |      | x           | x           |                 |
| Udea ferrugalis (Hübner, 1796)                     |       |      |          |      |           |     |             |             |      |             | x           |                 |
| Uresiphita gilvata (Fabricius, 1794)               |       |      |          |      |           |     |             |             |      |             | x           | x               |

### Depressariidae
| soort                                                | Brava | Fogo | Santiago | Maio | Boa Vista | Sal | São Nicolau | Santa Luzia | Razo | São Vicente | Santo Antão | Eiland onbekend |
| ---------------------------------------------------- | ----- | ---- | -------- | ---- | --------- | --- | ----------- | ----------- | ---- | ----------- | ----------- | --------------- |
| Ethmia quadrinotella quinquenotella (Chrétien, 1915) |       |      |          |      |           |     | x           |             |      | x           |             |                 |

### Erebidae
| soort                                          | Brava | Fogo | Santiago | Maio | Boa Vista | Sal | São Nicolau | Santa Luzia | Razo | São Vicente | Santo Antão | Eiland onbekend |
| ---------------------------------------------- | ----- | ---- | -------- | ---- | --------- | --- | ----------- | ----------- | ---- | ----------- | ----------- | --------------- |
| Acantholipes aurea Berio, 1966                 |       | x    | x        |      |           |     |             |             |      |             |             |                 |
| Acantholipes trimeni Felder & Rogenhofer, 1875 |       |      |          |      |           |     |             |             |      |             | x           |                 |
| Achaea finita (Guenée, 1852)                   |       |      |          |      |           |     |             |             |      |             |             | x               |
| Achaea infinita (Guenée, 1852)                 |       |      |          |      |           |     | x           |             |      | x           | x           |                 |
| Achaea violaceofascia (Saalmüller, 1891)       |       |      |          |      |           |     |             |             |      |             |             | x               |
| Anomis auragoides (Guenée, 1852)               |       |      |          |      |           |     |             |             |      | x           |             |                 |
| Anomis flava (Fabricius, 1775)                 |       |      |          |      |           |     |             |             |      | x           | x           |                 |
| Anticarsia rubricans (Boisduval, 1833)         |       |      | x        |      | x         |     |             |             |      | x           |             |                 |
| Asota speciosa (Drury, 1773)                   | x     | x    | x        |      |           |     |             |             |      | x           |             |                 |
| Audea melaleuca Walker, 1865                   |       |      |          |      |           |     |             |             |      |             |             | x               |
| Crypsotidia maculifera (Staudinger, 1898)      |       |      | x        |      |           |     |             |             |      |             |             |                 |
| Crypsotidia mesosema Hampson, 1913             |       |      | x        |      |           |     |             |             |      |             |             |                 |
| Crypsotidia remanei Wiltshire, 1977            |       |      | x        |      |           |     |             |             |      |             |             |                 |
| Dysgonia algira (Linnaeus, 1767)               |       | x    |          |      |           | x   |             |             |      |             | x           |                 |
| Dysgonia angularis (Boisduval, 1833)           |       |      |          |      | x         |     | x           |             |      |             | x           |                 |
| Dysgonia torrida (Guenée, 1852)                |       |      |          |      |           |     |             |             |      |             |             | x               |
| Eilema aistleitneri Cerny, 2013                |       |      |          |      |           | x   |             |             |      |             |             |                 |
| Ericeia congregata (Walker, 1858)              |       |      |          |      |           |     |             |             |      |             |             | x               |
| Ericeia inangulata (Guenée, 1852)              |       |      | x        |      |           |     |             |             |      |             |             |                 |
| Eublemma apicimacula (Mabille, 1880)           | x     | x    | x        |      |           |     |             |             |      |             |             |                 |
| Eublemma baccatrix Hacker, 2019                |       |      | x        |      |           |     |             |             |      |             |             |                 |
| Eublemma cochylioides (Guenée, 1852)           | x     |      | x        |      | x         |     |             |             |      |             | x           |                 |
| Eublemma costimacula microleuca Hacker, 2019   |       |      | x        |      | x         |     |             |             |      |             |             |                 |
| Eublemma ecthaemata Hampson, 1896              |       |      |          |      |           |     |             |             |      |             |             | x               |
| Eublemma exigua (Walker, 1858)                 |       |      |          |      |           |     |             |             |      |             |             | x               |
| Eublemma gayneri (Rothschild, 1901)            | x     | x    | x        |      | x         |     |             |             |      |             | x           |                 |
| Eublemma mesophaea Hampson, 1910               |       |      |          |      |           |     |             |             |      |             | x           |                 |
| Eublemma parva (Hübner, 1808)                  |       |      | x        |      |           |     |             |             |      |             |             |                 |
| Eublemma scitula (Rambur, 1833)                |       |      |          |      |           |     |             |             |      |             |             | x               |
| Eublemma spirogramma Rebel, 1912               |       | x    | x        |      |           |     |             |             |      |             |             |                 |
| Gesoniodes nigripalpa (Wiltshire, 1977)        | x     |      |          |      |           |     |             |             |      |             |             |                 |
| Gnamptonyx innexa (Walker, 1858)               |       |      |          |      |           |     |             |             |      | x           |             |                 |
| Grammodes congenita Walker, 1858               |       | x    |          |      |           |     |             |             |      |             |             |                 |
| Grammodes exclusiva Pagenstecher, 1907         |       |      |          |      |           |     |             |             |      |             | x           |                 |
| Grammodes stolida (Fabricius, 1775)            | x     | x    |          |      | x         | x   |             |             |      |             | x           |                 |
| Hipoepa fractalis pusilla (Butler, 1875)       |       |      |          |      |           |     |             |             |      |             |             | x               |
| Hypena commixtalis Zeller, 1852                |       |      |          |      |           |     | x           |             |      |             | x           | x               |
| Hypena fumidalis Zeller, 1852                  |       | x    |          |      |           |     | x           |             |      | x           | x           |                 |
| Hypena lividalis (Hübner, 1790)                |       |      |          |      |           |     |             |             |      |             |             | x               |
| Hypena semilutea (Snellen, 1872)               | x     | x    |          |      |           |     |             |             |      |             | x           |                 |
| Hypena strigatus (Fabricius, 1798)             |       |      |          |      |           |     |             |             |      |             | x           |                 |
| Hypena varialis Walker, 1866                   |       |      |          |      |           |     |             |             |      |             | x           |                 |
| Janseodes melanospila (Guenée, 1852)           |       |      |          |      |           |     |             |             |      |             |             | x               |
| Lygephila pastinum (Treitschke, 1826)          |       |      |          |      |           |     |             |             |      |             | x           |                 |
| Maxera marchalii (Boisduval, 1833)             |       | x    |          |      |           |     | x           |             |      |             | x           |                 |
| Maxera nigriceps (Walker, 1858)                |       |      |          |      |           |     |             |             |      |             | x           |                 |
| Mesogenea varians Hampson, 1902                |       |      |          |      |           |     |             |             |      |             |             | x               |
| Mocis conveniens (Walker, 1858)                |       |      | x        |      |           |     |             |             |      |             | x           |                 |
| Mocis mayeri (Boisduval, 1833)                 | x     | x    | x        |      |           |     | x           |             |      | x           | x           |                 |
| Mocis proverai Zilli, 2000                     |       |      |          |      | x         |     |             |             |      |             |             | x               |
| Nodaria externalis Guenée, 1854                |       |      |          |      |           |     | x           |             |      |             |             |                 |
| Ophiusa tirhaca (Cramer, 1777)                 |       |      |          |      |           |     |             |             |      |             | x           |                 |
| Oraesia intrusa (Krüger, 1939)                 |       |      |          |      |           |     |             |             |      |             |             | x               |
| Pandesma robusta (Walker, 1858)                |       | x    | x        |      |           |     |             |             |      |             | x           |                 |
| Pericyma mendax (Walker, 1858)                 |       |      |          |      |           |     |             |             |      |             |             | x               |
| Phytometra melanosticta Hacker, 2016           |       |      | x        |      |           |     |             |             |      |             |             |                 |
| Polydesma umbricola Boisduval, 1833            |       |      | x        |      |           |     |             |             |      |             |             |                 |
| Rivula dimorpha continentalis Gaede, 1939      |       |      | x        |      |           |     |             |             |      |             |             |                 |
| Serrodes korana (Felder R. & Rogenhofer, 1875) |       |      |          |      |           |     |             |             |      |             |             | x               |
| Simplicia extinctalis (Zeller, 1852)           | x     | x    |          |      |           |     |             |             |      |             | x           |                 |
| Sphingomorpha chlorea (Cramer, 1777)           |       |      |          |      |           |     |             |             |      |             |             | x               |
| Tathorhynchus exsiccata (Lederer, 1855)        |       |      |          |      | x         |     |             |             |      |             |             | x               |
| Tathorhynchus leucobasis Bethune-Baker, 1911   |       |      |          |      |           |     |             |             |      | x           |             |                 |
| Tathorhynchus troberti (Guenée, 1852)          |       |      |          |      |           |     |             |             |      |             | x           |                 |
| Trigonodes hyppasia (Cramer, 1779)             |       |      |          |      |           |     |             |             |      |             |             | x               |
| Ulotrichopus primulina (Hampson, 1902)         |       |      | x        |      |           |     |             |             |      |             |             |                 |
| Utetheisa lotrix (Cramer, 1779)                |       |      |          |      | x         |     |             |             |      |             |             |                 |
| Utetheisa pulchella (Linnaeus, 1758)           | x     | x    | x        | x    | x         | x   | x           |             | x    | x           | x           |                 |

### Gelechiidae
| soort                                        | Brava | Fogo | Santiago | Maio | Boa Vista | Sal | São Nicolau | Santa Luzia | Razo | São Vicente | Santo Antão | Eiland onbekend |
| -------------------------------------------- | ----- | ---- | -------- | ---- | --------- | --- | ----------- | ----------- | ---- | ----------- | ----------- | --------------- |
| Anarsia balioneura Meyrick, 1921             | x     |      |          |      |           |     |             |             |      |             |             |                 |
| Aristotelia benedenii (Weyenbergh, 1873)     |       |      |          |      |           |     |             |             |      | x           |             |                 |
| Helcystogramma convolvuli (Walsingham, 1908) |       |      | x        |      |           |     |             |             |      |             |             |                 |
| Helcystogramma lamprostoma (Zeller, 1847)    |       |      |          |      |           |     |             |             |      |             |             | x               |
| Ornativalva antipyramis (Meyrick, 1925)      |       |      |          |      |           |     |             |             |      | x           |             |                 |
| Ornativalva heluanensis (Debski, 1913)       |       |      |          |      |           |     |             |             |      | x           |             |                 |
| Pectinophora gossypiella (Saunders, 1844)    |       |      |          |      |           |     |             |             |      |             |             | x               |
| Phthorimaea operculella (Zeller, 1873)       |       |      |          |      |           |     |             |             |      |             |             | x               |
| Scrobipalpa aptatella (Walker, 1864)         |       |      |          |      |           |     |             |             |      |             |             | x               |
| Scrobipalpa traganella (Chrétien, 1915)      |       |      |          |      |           |     |             |             |      |             |             | x               |
| Zizyphia cleodorella Chrétien, 1908          |       |      |          |      |           |     |             |             |      |             |             | x               |

### Geometridae
| soort                                              | Brava | Fogo | Santiago | Maio | Boa Vista | Sal | São Nicolau | Santa Luzia | Razo | São Vicente | Santo Antão | Eiland onbekend |
| -------------------------------------------------- | ----- | ---- | -------- | ---- | --------- | --- | ----------- | ----------- | ---- | ----------- | ----------- | --------------- |
| Chiasmia sudanata (Warren & Rothschild, 1905)      |       |      | x        |      |           |     |             |             |      |             |             |                 |
| Comibaena leucospilata (Walker, 1863)              | x     | x    | x        |      |           |     |             |             |      |             | x           |                 |
| Comostolopsis stillata (Felder & Rogenhofer, 1875) |       |      | x        |      |           |     |             |             |      |             |             |                 |
| Eucrostes beatificata (Walker, 1863)               |       |      | x        |      |           |     |             |             |      |             |             |                 |
| Eucrostes disparata Walker, 1861                   |       | x    | x        |      |           |     |             |             |      |             | x           |                 |
| Gymnoscelis daniloi Hausmann, 2009                 |       | x    |          |      |           |     |             |             |      |             |             |                 |
| Gymnoscelis lindbergi Herbulot, 1957               | x     | x    | x        |      |           |     | x           |             |      |             | x           |                 |
| Isturgia catalaunaria (Guenée, 1858)               |       | x    |          |      |           |     |             |             |      |             |             |                 |
| Isturgia deerraria (Walker, 1861)                  | x     | x    | x        |      | x         |     | x           |             |      | x           | x           |                 |
| Mesocolpia nanula (Mabille, 1900)                  |       |      |          |      |           |     |             |             |      | x           | x           |                 |
| Microloxia aistleitneri Hausmann, 2009             |       | x    |          |      |           |     |             |             |      |             |             |                 |
| Microloxia herbaria (Hübner, 1818)                 |       |      | x        |      | x         | x   | x           |             |      |             |             |                 |
| Microloxia ruficornis Warren, 1897                 | x     |      | x        | x    | x         | x   | x           |             |      | x           |             |                 |
| Orthonama obstipata (Fabricius, 1794)              |       |      | x        |      |           |     |             |             |      |             |             |                 |
| Pasiphila derasata (Bastelberger, 1905)            | x     | x    | x        |      | x         |     | x           |             |      | x           | x           |                 |
| Phaiogramma faustinata (Millière, 1868)            | x     | x    | x        |      | x         | x   | x           |             |      |             | x           |                 |
| Pingasa hypoleucaria (Guenée, 1862)                |       |      |          |      |           |     |             |             |      |             | x           |                 |
| Pingasa lahayei (Oberthür, 1887)                   |       |      | x        |      |           |     |             |             |      |             |             |                 |
| Pingasa rhadamaria (Guenée, 1858)                  |       |      |          |      |           |     |             |             |      |             | x           |                 |
| Prasinocyma germinaria (Guenée, 1857)              |       |      | x        |      |           |     |             |             |      |             |             |                 |
| Scopula minorata (Boisduval, 1833)                 | x     |      | x        |      |           |     | x           |             |      | x           | x           |                 |
| Scopula paneliusi paneliusi Herbulot, 1957         |       |      |          |      |           |     | x           |             |      | x           | x           |                 |
| Scopula paneliusi subirrorata Herbulot, 1957       | x     | x    | x        |      |           |     |             |             |      |             |             |                 |
| Scopula retracta (Hausmann, 2006)                  |       |      |          |      | x         |     |             |             |      |             |             |                 |
| Thalassodes quadraria Guenée, 1858                 | x     | x    | x        |      |           |     | x           |             |      | x           | x           |                 |
| Traminda vividaria (Walker, 1861)                  |       |      | x        |      |           |     |             |             |      |             |             |                 |

### Gracillariidae
| soort                                   | Brava | Fogo | Santiago | Maio | Boa Vista | Sal | São Nicolau | Santa Luzia | Razo | São Vicente | Santo Antão | Eiland onbekend |
| --------------------------------------- | ----- | ---- | -------- | ---- | --------- | --- | ----------- | ----------- | ---- | ----------- | ----------- | --------------- |
| Caloptilia soyella (van Deventer, 1904) |       |      | x        |      |           |     |             |             |      |             |             |                 |
| Phodoryctis caerulea (Meyrick, 1912)    |       |      | x        |      |           |     |             |             |      |             |             |                 |

### Noctuidae
| soort                                                             | Brava | Fogo | Santiago | Maio | Boa Vista | Sal | São Nicolau | Santa Luzia | Razo | São Vicente | Santo Antão | Eiland onbekend |
| ----------------------------------------------------------------- | ----- | ---- | -------- | ---- | --------- | --- | ----------- | ----------- | ---- | ----------- | ----------- | --------------- |
| Acontia biskrensis Oberthür, 1887                                 |       |      |          |      | x         |     |             |             |      |             |             |                 |
| Acontia gratiosa Wallengren, 1856                                 |       |      |          |      |           |     |             |             |      | x           | x           |                 |
| Acontia opalinoides westafricana Hacker, Legrain & Fiebiger, 2008 |       |      | x        |      |           |     |             |             |      |             |             |                 |
| Adisura callima Bethune-Baker, 1911                               |       |      |          |      |           |     |             |             |      |             |             | x               |
| Aedia nigrescens nigrescens (Wallengren, 1856)                    |       |      | x        |      |           |     |             |             |      |             |             |                 |
| Agrotis aistleitneri Behounek & Speidel, 2009                     |       |      |          | x    |           | x   |             |             |      |             |             |                 |
| Agrotis ipsilon (Hufnagel, 1766)                                  |       |      |          |      |           |     |             |             |      |             |             |                 |
| Agrotis segetum (Denis & Schiffermüller, 1775)                    |       | x    | x        |      |           |     |             |             |      |             |             |                 |
| Agrotis spinifera (Hübner, 1808)                                  |       |      | x        |      |           |     |             |             |      |             | x           |                 |
| Agrotis subspinifera (Hampson, 1903)                              |       |      |          |      |           |     |             |             |      |             | x           |                 |
| Agrotis trux arsinaria (Aurivillius, 1910)                        | x     | x    | x        | x    | x         | x   | x           |             |      | x           | x           |                 |
| Amyna axis Guenée, 1852                                           |       |      | x        |      | x         |     | x           |             |      | x           |             |                 |
| Anarta trifolii (Hufnagel, 1766)                                  | x     |      | x        |      | x         | x   |             |             |      |             | x           |                 |
| Androlymnia clavata Hampson, 1910                                 |       |      |          |      |           |     |             |             |      |             |             | x               |
| Asplenia melanodonta (Hampson, 1896)                              |       |      |          |      |           |     |             |             |      |             |             | x               |
| Athetis ochreosignata Aurivillius, 1910                           | x     | x    | x        |      |           |     | x           |             |      |             | x           |                 |
| Athetis pigra (Guenée, 1852)                                      |       |      |          |      |           |     |             |             |      |             | x           |                 |
| Callopistria latreillei (Duponchel, 1827)                         |       | x    | x        |      |           |     |             |             |      |             | x           |                 |
| Callopistria maillardi (Guenée, 1862)                             |       | x    |          |      |           |     |             |             |      |             | x           |                 |
| Caradrina clavipalpis fogoensis (Traub & Bauer, 1983)             |       | x    |          |      |           |     |             |             |      |             |             |                 |
| Caradrina flava Oberthür, 1876                                    |       |      |          |      |           |     |             |             |      |             |             | x               |
| Chasmina tibialis (Fabricius, 1775)                               |       |      | x        |      |           |     |             |             |      |             |             |                 |
| Chasmina vestae (Guenée, 1852)                                    |       |      |          |      |           |     |             |             |      |             |             | x               |
| Chrysodeixis acuta (Walker, 1858)                                 |       |      | x        |      |           | x   | x           |             |      |             | x           |                 |
| Chrysodeixis chalcites (Esper, 1798)                              |       | x    | x        |      | x         |     | x           |             |      |             | x           |                 |
| Condica capensis (Guenée, 1852)                                   |       | x    | x        | x    |           |     | x           |             |      | x           | x           |                 |
| Condica conducta (Walker, 1857)                                   |       |      |          |      |           |     |             |             |      |             |             | x               |
| Condica pauperata (Walker, 1858)                                  |       |      |          |      |           |     |             |             |      |             | x           |                 |
| Cornutiplusia circumflexa (Linnaeus, 1767)                        |       |      |          |      |           |     | x           |             |      |             | x           |                 |
| Ctenoplusia limbirena (Guenée, 1852)                              |       | x    | x        |      |           |     |             |             |      |             | x           |                 |
| Emmelia basifera saotiagoensis Hacker, Legrain & Fibiger, 2008    |       |      | x        |      |           | x   |             |             |      |             |             |                 |
| Emmelia conifrons Aurivillius, 1879                               | x     |      |          |      |           |     |             |             |      |             |             |                 |
| Emmelia feae (Berio, 1937)                                        | x     |      |          |      |           |     |             |             |      |             |             |                 |
| Emmelia imitatrix (Wallengren, 1856)                              | x     |      | x        |      |           |     |             |             |      |             | x           |                 |
| Euxoa admirabilis Hacker & Schreier, 2010                         |       |      |          |      |           |     |             |             |      |             |             | x               |
| Euxoa canariensis Rebel, 1902                                     |       |      |          |      |           |     |             |             |      |             | x           | x               |
| Haplocestra similis Aurivillius, 1910                             |       |      |          |      |           |     |             |             | x    |             |             |                 |
| Helicoverpa armigera (Hübner, 1808)                               | x     | x    | x        | x    | x         | x   | x           |             |      |             | x           |                 |
| Helicoverpa assulta (Guenée, 1852)                                |       |      |          |      |           |     |             |             |      |             |             | x               |
| Heliocheilus confertissima (Walker, 1865)                         |       |      |          |      |           |     |             |             |      |             |             | x               |
| Heliothis nubigera Herrich-Schäffer, 1851                         |       |      |          |      | x         |     |             |             |      |             |             | x               |
| Heliothis peltigera (Denis & Schiffermüller, 1775)                |       | x    | x        | x    | x         | x   | x           |             |      |             |             |                 |
| Hiccoda pluristriata (Berio, 1937)                                |       |      |          |      |           |     |             |             |      |             |             | x               |
| Iambiodes incerta (Rothschild, 1913)                              |       |      |          |      |           |     |             |             |      |             |             | x               |
| Leucania loreyi (Duponchel, 1827)                                 |       |      | x        |      |           | x   |             |             |      |             |             |                 |
| Maliattha sahelica Hacker, 2016                                   |       |      |          |      |           |     |             |             |      |             |             | x               |
| Metapioplasta insocia (Walker, 1858)                              | x     |      |          |      |           |     | x           |             |      |             | x           |                 |
| Mythimna languida (Walker, 1858)                                  |       |      |          |      |           |     |             |             |      |             |             | x               |
| Mythimna natalensis (Butler, 1875)                                |       |      |          |      |           |     | x           |             |      |             |             |                 |
| Mythimna poliastis (Hampson, 1902)                                |       |      | x        |      |           |     |             |             |      |             |             |                 |
| Mythimna umbrigera (Saalmüller, 1891)                             |       |      |          |      |           |     |             |             |      |             |             | x               |
| Mythimna vilis (Gaede, 1916)                                      |       |      |          |      |           |     |             |             |      |             |             | x               |
| Oederemia simplivalva Hacker & Schreier, 2010                     |       |      | x        |      |           |     |             |             |      |             |             |                 |
| Ozarba adducta Berio, 1940                                        |       |      |          |      |           |     |             |             |      |             |             | x               |
| Ozarba exoplaga Berio, 1940                                       |       |      | x        |      |           |     |             |             |      |             |             |                 |
| Ozarba phlebitis Hampson, 1910                                    |       |      |          |      |           |     |             |             |      |             |             | x               |
| Ozarba rubrivena Hampson, 1910                                    |       |      | x        |      |           |     |             |             |      |             |             |                 |
| Pardoxia graellsii (Feisthamel, 1837)                             |       |      |          |      |           |     |             |             |      |             |             | x               |
| Peridroma saucia (Hübner, 1808)                                   |       |      |          |      |           |     |             |             |      |             | x           |                 |
| Pseudozarba bipartita (Herrich-Schäffer, 1850)                    |       |      | x        |      |           |     |             |             |      |             |             |                 |
| Pseudozarba expatriata (Hampson, 1914)                            |       |      | x        |      |           |     |             |             |      |             |             |                 |
| Pseudozarba opella (Swinhoe, 1885)                                | x     |      |          |      |           |     |             |             |      |             |             |                 |
| Saalmuellerana media aethiopica Hacker & Schreier, 2010           |       |      | x        |      |           |     |             |             |      |             |             |                 |
| Sesamia calamistis Hampson, 1910                                  | x     |      | x        |      |           |     | x           |             |      |             | x           |                 |
| Sesamia nonagrioides (Lefèbvre, 1827)                             | x     | x    | x        | x    |           |     | x           |             |      | x           | x           |                 |
| Spodoptera exempta (Walker, 1857)                                 |       | x    | x        |      | x         |     |             |             |      |             |             |                 |
| Spodoptera exigua (Hübner, 1808)                                  |       | x    | x        |      |           | x   |             |             |      |             | x           |                 |
| Spodoptera littoralis (Boisduval, 1833)                           |       |      | x        |      | x         |     | x           |             |      | x           | x           |                 |
| Thysanoplusia orichalcea (Fabricius, 1775)                        | x     |      | x        |      |           |     | x           |             |      | x           | x           |                 |
| Trichoplusia ni (Hübner, 1803)                                    |       | x    | x        |      | x         |     | x           |             |      | x           | x           |                 |
| Vittaplusia vittata (Wallengren, 1856)                            |       |      |          |      |           |     |             |             |      |             | x           |                 |
| Xanthodes albago (Fabricius, 1794)                                |       |      | x        |      |           |     | x           |             |      | x           | x           |                 |

### Nolidae
| soort                               | Brava | Fogo | Santiago | Maio | Boa Vista | Sal | São Nicolau | Santa Luzia | Razo | São Vicente | Santo Antão | Eiland onbekend |
| ----------------------------------- | ----- | ---- | -------- | ---- | --------- | --- | ----------- | ----------- | ---- | ----------- | ----------- | --------------- |
| Earias biplaga Walker, 1866         | x     | x    | x        |      |           |     | x           |             |      | x           | x           |                 |
| Earias cupreoviridis (Walker, 1862) |       | x    | x        |      |           |     |             |             |      |             | x           |                 |
| Earias insulana (Boisduval, 1833)   | x     |      | x        | x    |           |     | x           | x           |      | x           | x           |                 |
| Pardasena virgulana (Mabille, 1880) |       |      |          |      |           |     |             |             |      |             |             | x               |

### Plutellidae
| soort                                | Brava | Fogo | Santiago | Maio | Boa Vista | Sal | São Nicolau | Santa Luzia | Razo | São Vicente | Santo Antão | Eiland onbekend |
| ------------------------------------ | ----- | ---- | -------- | ---- | --------- | --- | ----------- | ----------- | ---- | ----------- | ----------- | --------------- |
| Plutella xylostella (Linnaeus, 1758) |       |      | x        |      |           |     |             |             |      |             | x           |                 |

### Praydidae
| soort                        | Brava | Fogo | Santiago | Maio | Boa Vista | Sal | São Nicolau | Santa Luzia | Razo | São Vicente | Santo Antão | Eiland onbekend |
| ---------------------------- | ----- | ---- | -------- | ---- | --------- | --- | ----------- | ----------- | ---- | ----------- | ----------- | --------------- |
| Prays citri (Millière, 1873) |       |      | x        |      |           |     |             |             |      |             |             |                 |

### Pterophoridae
| soort                                                | Brava | Fogo | Santiago | Maio | Boa Vista | Sal | São Nicolau | Santa Luzia | Razo | São Vicente | Santo Antão | Eiland onbekend |
| ---------------------------------------------------- | ----- | ---- | -------- | ---- | --------- | --- | ----------- | ----------- | ---- | ----------- | ----------- | --------------- |
| Agdistis bifurcatus Agenjo, 1952                     |       |      |          |      |           |     |             |             |      |             | x           |                 |
| Agdistis notabilis Gielis & Karsholt, 2009           |       |      | x        |      |           |     |             |             |      |             |             |                 |
| Agdistis tamaricis (Zeller, 1847)                    |       |      | x        |      | x         |     |             |             |      | x           |             |                 |
| Exelastis atomosa (Walsingham, 1885)                 |       | x    |          |      |           |     |             |             |      |             |             |                 |
| Exelastis pumilio (Zeller, 1873)                     | x     |      | x        |      |           |     |             |             |      |             |             |                 |
| Hellinsia aistleitneri Arenberger, 2006              |       | x    |          |      |           |     |             |             |      |             |             |                 |
| Lantanophaga pusillidactylus (Walker, 1864)          | x     |      |          |      |           |     |             |             |      |             | x           |                 |
| Megalorhipida leucodactylus (Fabricius, 1794)        | x     | x    | x        |      |           | x   |             |             |      | x           | x           |                 |
| Sphenarches anisodactylus (Walker, 1864)             |       |      |          |      |           |     |             |             |      |             |             | x               |
| Stenoptilodes taprobanes (Felder & Rogenhofer, 1875) |       |      |          |      |           |     |             |             |      |             | x           |                 |

### Pyralidae
| soort                                   | Brava | Fogo | Santiago | Maio | Boa Vista | Sal | São Nicolau | Santa Luzia | Razo | São Vicente | Santo Antão | Eiland onbekend |
| --------------------------------------- | ----- | ---- | -------- | ---- | --------- | --- | ----------- | ----------- | ---- | ----------- | ----------- | --------------- |
| Ancylosis convexella (Lederer, 1855)    |       |      |          |      |           | x   |             |             |      |             |             |                 |
| Aphomia cephalonica (Stainton, 1866)    |       |      |          |      |           |     |             |             |      |             |             | x               |
| Cadra figulilella (Gregson, 1871)       |       |      |          |      |           |     |             |             |      |             |             | x               |
| Cryptoblabes gnidiella (Millière, 1867) |       |      |          |      |           |     |             |             |      |             |             | x               |
| Ephestia elutella (Hübner, 1796)        |       |      |          |      |           |     |             |             |      | x           |             |                 |
| Etiella zinckenella (Treitschke, 1832)  |       |      | x        | x    |           |     | x           |             |      | x           | x           |                 |
| Galleria mellonella (Linnaeus, 1758)    |       |      |          |      |           |     |             |             |      |             | x           |                 |
| Phycita pachylepidella Hampson, 1896    |       |      |          |      |           |     |             |             |      |             |             | x               |
| Plodia interpunctella (Hübner, 1813)    |       |      |          |      |           |     |             |             |      |             | x           |                 |
| Susia uberalis (Swinhoe, 1884)          |       |      |          |      |           |     |             |             |      |             |             | x               |
| Thylacoptila paurosema Meyrick, 1885    |       |      |          |      |           |     |             |             |      | x           |             |                 |

### Scythrididae
| soort                                    | Brava | Fogo | Santiago | Maio | Boa Vista | Sal | São Nicolau | Santa Luzia | Razo | São Vicente | Santo Antão | Eiland onbekend |
| ---------------------------------------- | ----- | ---- | -------- | ---- | --------- | --- | ----------- | ----------- | ---- | ----------- | ----------- | --------------- |
| Eretmocera basistrigata Walsingham, 1889 |       |      |          |      |           |     |             |             |      |             |             | x               |
| Eretmocera laetissima Zeller, 1852       | x     |      | x        |      |           |     |             |             |      |             |             |                 |
| Scythris fissurella Bengtsson, 1997      | x     |      |          |      |           |     |             |             |      |             |             |                 |

### Sphingidae
| soort                                           | Brava | Fogo | Santiago | Maio | Boa Vista | Sal | São Nicolau | Santa Luzia | Razo | São Vicente | Santo Antão | Eiland onbekend |
| ----------------------------------------------- | ----- | ---- | -------- | ---- | --------- | --- | ----------- | ----------- | ---- | ----------- | ----------- | --------------- |
| Acherontia atropos (Linnaeus, 1758)             | x     | x    | x        |      | x         | x   | x           |             |      |             | x           |                 |
| Agrius cingulata (Fabricius, 1775)              | x     |      | x        |      |           |     |             |             |      | x           | x           |                 |
| Agrius convolvuli (Linnaeus, 1758)              | x     | x    | x        |      |           |     |             |             |      |             | x           |                 |
| Basiothia medea (Fabricius, 1781)               | x     | x    | x        |      |           |     |             |             |      |             |             |                 |
| Daphnis nerii (Linnaeus, 1758)                  |       |      | x        |      | x         | x   |             |             |      |             |             |                 |
| Hippotion celerio (Linnaeus, 1758)              | x     | x    | x        |      | x         | x   | x           |             |      | x           | x           |                 |
| Hyles euphorbiae (Linnaeus, 1758)               |       | x    | x        |      |           |     | x           |             |      |             | x           |                 |
| Hyles livornica (Esper, 1780)                   | x     | x    | x        | x    | x         | x   | x           |             |      | x           | x           |                 |
| Hyles tithymali (Boisduval, 1834)               |       | x    | x        |      | x         |     | x           |             |      |             | x           |                 |
| Nephele accentifera (Palisot de Beauvois, 1821) | x     | x    |          |      | x         |     | x           |             |      |             | x           |                 |

### Tineidae
| soort                                         | Brava | Fogo | Santiago | Maio | Boa Vista | Sal | São Nicolau | Santa Luzia | Razo | São Vicente | Santo Antão | Eiland onbekend |
| --------------------------------------------- | ----- | ---- | -------- | ---- | --------- | --- | ----------- | ----------- | ---- | ----------- | ----------- | --------------- |
| Opogona sacchari (Bojer, 1856)                | x     |      |          |      |           |     |             |             |      |             | x           |                 |
| Trichophaga bipartitella/robinsoni/tapetzella |       |      |          |      | x         |     |             |             |      |             |             |                 |

### Tortricidae
| soort                                    | Brava | Fogo | Santiago | Maio | Boa Vista | Sal | São Nicolau | Santa Luzia | Razo | São Vicente | Santo Antão | Eiland onbekend |
| ---------------------------------------- | ----- | ---- | -------- | ---- | --------- | --- | ----------- | ----------- | ---- | ----------- | ----------- | --------------- |
| Ancylis lutescens Meyrick, 1912          |       |      |          |      |           |     |             |             |      |             |             | x               |
| Coniostola stereoma (Meyrick, 1912)      |       |      |          |      |           |     |             |             |      |             | x           |                 |
| Cydia choleropa (Meyrick, 1913)          |       |      |          |      | x         |     |             |             |      |             | x           |                 |
| Eccopsis wahlbergiana Zeller, 1852       |       |      | x        |      |           |     |             |             |      |             | x           |                 |
| Fulcrifera boavistae Razowski, 2015      |       |      |          |      | x         |     |             |             |      | x           |             |                 |
| Strepsicrates rhothia (Meyrick, 1910)    |       |      | x        |      |           |     |             |             |      |             |             |                 |
| Thaumatotibia leucotreta (Meyrick, 1913) |       |      | x        |      |           |     |             |             |      | x           | x           |                 |